# بايرون مان
بايرون مان (بالإنجليزية: Byron Mann)‏ هو كاتب سيناريو وممثل أمريكي، ولد في 13 أغسطس 1967 بهونغ كونغ في الصين.

## أعمال

### أفلام
- (1994) قتال الشوارع[4][5]
- (2004) المرأة القطة[6][7]
- (2015) ذا بيج شورت
- (2018) ناطحة سحاب

### مسلسلات
- هاواي فايف أو

## وصلات خارجية
- بايرون مان على موقع IMDb (الإنجليزية)
- بايرون مان على موقع روتن توميتوز (الإنجليزية)
- بايرون مان على موقع ألو سيني (الفرنسية)
- بايرون مان على موقع أول موفي (الإنجليزية)
- بايرون مان على موقع قاعدة بيانات الأفلام السويدية (السويدية)
- بايرون مان على موقع قاعدة بيانات الفيلم (الإنجليزية)
- بايرون مان على موقع كينوبويسك (الروسية)